# Toro de Stanford

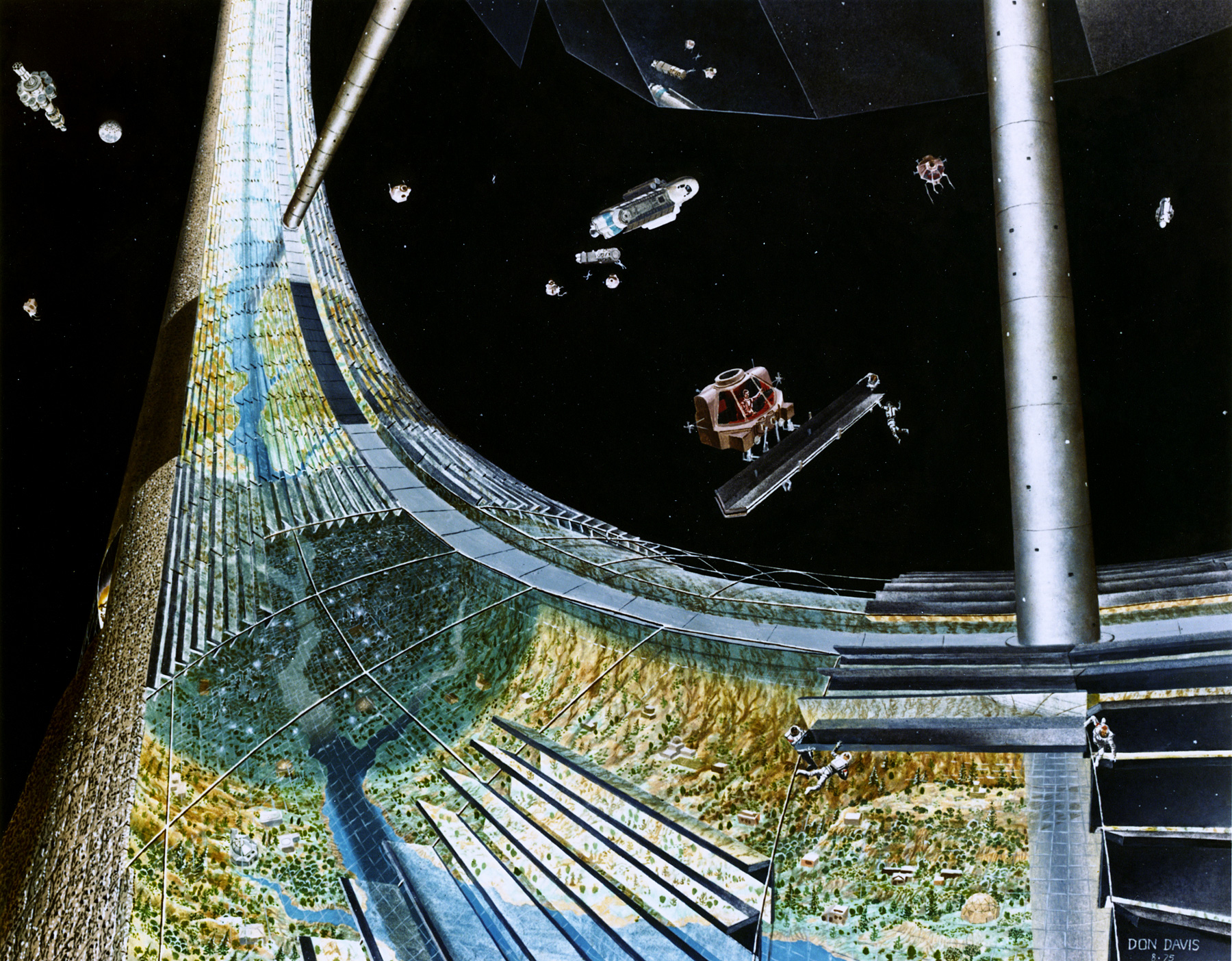
Vista exterior e interior, representación por Donald E. Davis.

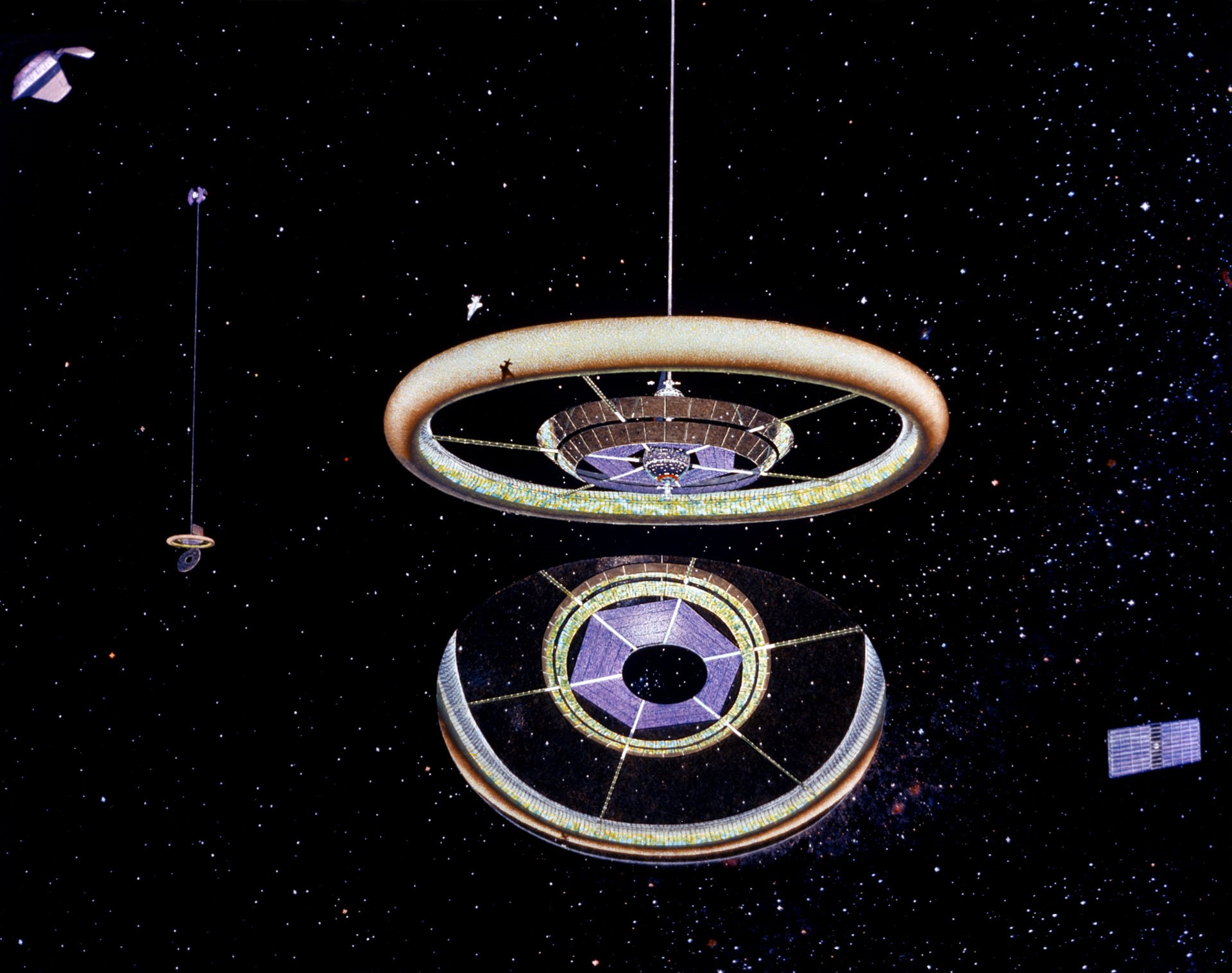
Vista exterior de un toro de Stanford. En la parte inferior central se ubica el espejo solar primario no giratorio, que refleja la luz solar en el anillo angulado de espejos secundarios ubicados alrededor del eje. Pintado por Donald E. Davis.

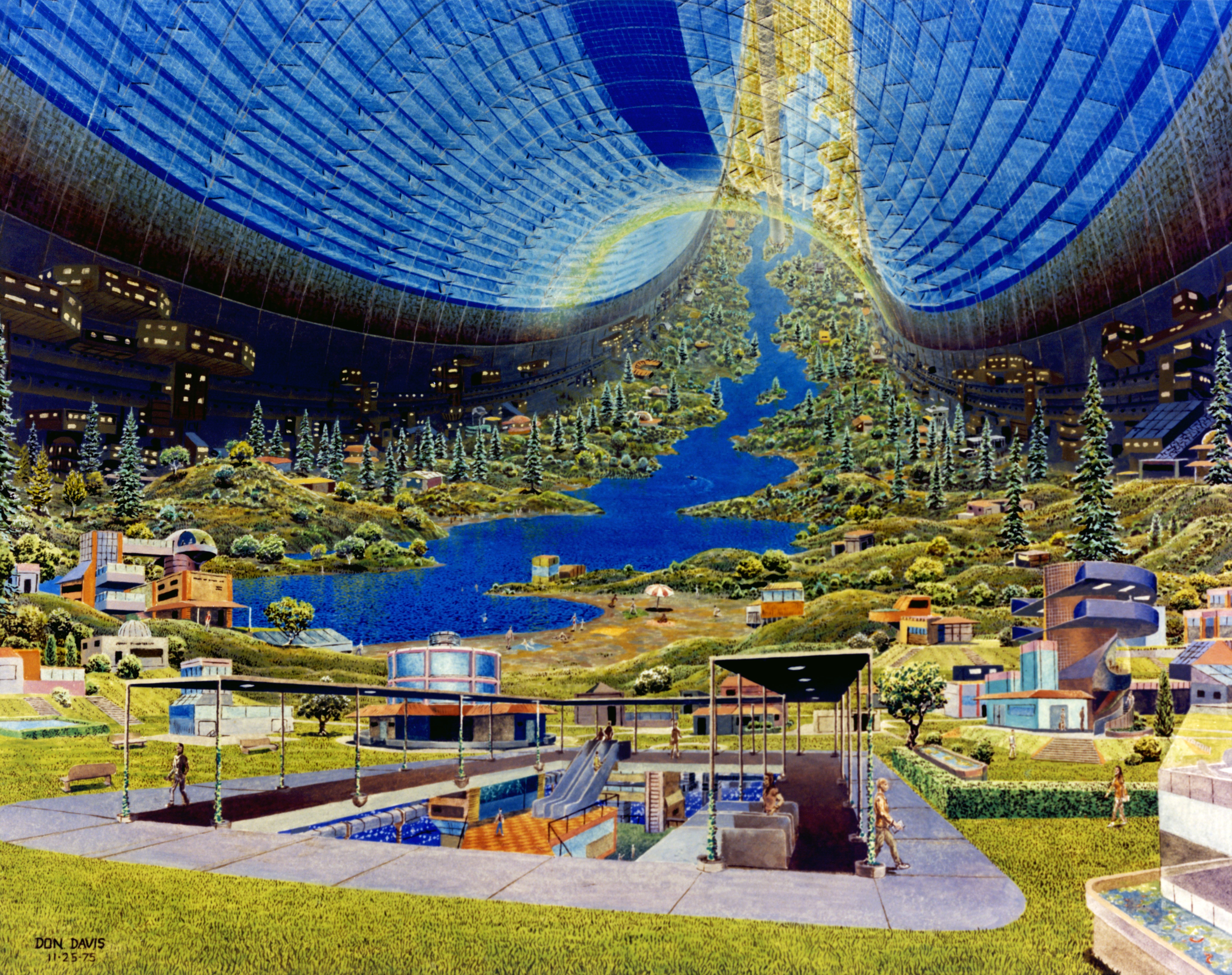
Interior de un toro de Stanford, pintado por Donald E. Davis.

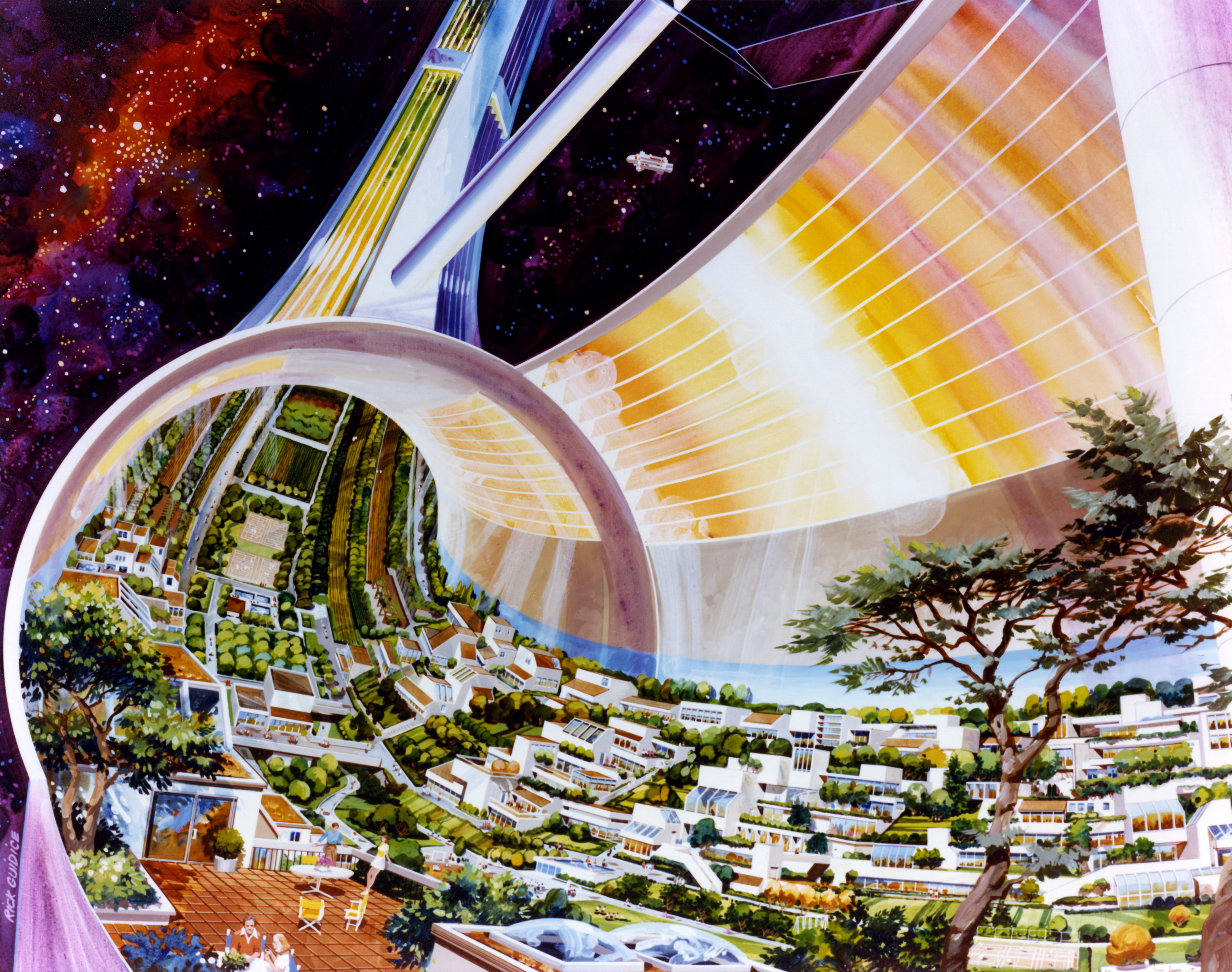
Vista en corte de un toro de Stanford.

El toro de Stanford es un diseño propuesto por la NASA para un hábitat espacial capaz de albergar a 10.000 residentes permanentes. Consiste en un toroide con un diámetro de 1790 m que gira una vez por minuto para proveer una gravedad artificial de 1 g debido a la fuerza centrífuga.

## Origen
El toro de Stanford fue propuesto durante el Estudio de Verano de la NASA en el año 1975, realizado en la Universidad de Stanford, con el propósito de especular acerca de diseños para futuras  colonias espaciales (posteriormente, Gerard K. O'Neill propuso su Isla Uno o esfera de Bernal como una alternativa al toro). Posteriormente, en 1977, fue publicado el libro Space Settlements - A Design Study (Asentamientos espaciales - Un estudio de diseño), escrito por Richard D. Johnson y Charles H. Holbrow, con las conclusiones de dicho estudio, y el diseño concreto propuesto para el hábitat espacial. El toro de Stanford se refiere solo a esta particular versión del diseño, ya que el concepto de una estación espacial giratoria en forma de anillo fue previamente propuesta por Wernher von Braun y Herman Potočnik y aparece ocasionalmente en la literatura de ciencia ficción, como por ejemplo en la tetralogía Mundo Anillo (1970-2004) de Larry Niven y en 2001: A Space Odyssey (novela) (1968) de Arthur C. Clarke.

## Descripción
Consiste de un toro o un anillo en forma de dónut, de un diámetro de 1,8 kilómetros (en el diseño específico del hábitat para 10.000 habitantes que fue descrito en el Estudio de Verano del año 1975, que ha de ser diferenciado del concepto genérico de estación espacial de rueda giratoria) que rota a una velocidad de un giro por minuto para proporcionar una gravedad artificial de entre 0,9 y 1,0 g en la parte interior del anillo externo, producto de la fuerza centrífuga.
La luz solar es proporcionada en el interior del toro por un sistema de espejos. El anillo está conectado a un eje a través de "radios de rueda", que sirven como conductos para las personas y materiales que se mueven desde y hacia el eje. Dado que el eje es el centro de rotación de la estación, tiene la gravedad artificial más baja y es el lugar más seguro para que una nave espacial atraque. La industria de gravedad cero sería realizada en un módulo no rotatorio conectado al eje del toro.
El espacio interior del toro sería usado para vivir, y sería lo suficientemente grande para que un ambiente natural pudiera ser simulado; el toro sería como un estrecho, largo y recto valle glacial cuyos extremos se curvan hacia arriba y que finalmente se encuentran en la parte superior para completar un círculo. La densidad de la población sería similar a la de un suburbio denso, con parte del anillo dedicado a la agricultura en múltiples niveles y parte a viviendas.
La luz solar penetra al interior del toro por un sistema de espejos elevados.

### Forma seleccionada
El Estudio de Verano de la NASA de 1975 evaluó varias opciones para el diseño del hábitat espacial, incluyendo formas esféricas y cilíndricas, además de la toroidal. El toroide se eligió como la mejor opción, entre otras razones, porque minimizaba la cantidad de masa necesaria para tener la misma área y radio de rotación.

### Características generales
- Localización: L5
- Masa total: 10 millones de toneladas (incluyendo el escudo antirradiación (95% de la masa total), hábitat y atmósfera)
- Población: 10.000 personas
- Diámetro: 1.790 metros
- Circunferencia: 5.623,45 metros
- Rotación: 1 revolución por minuto
- Temperatura: 23 ± 8 °C
- Escudo anti-radiación (no giratorio): 1,7 metros de grosor, hecho de suelo lunar en bruto[11]

### Componentes

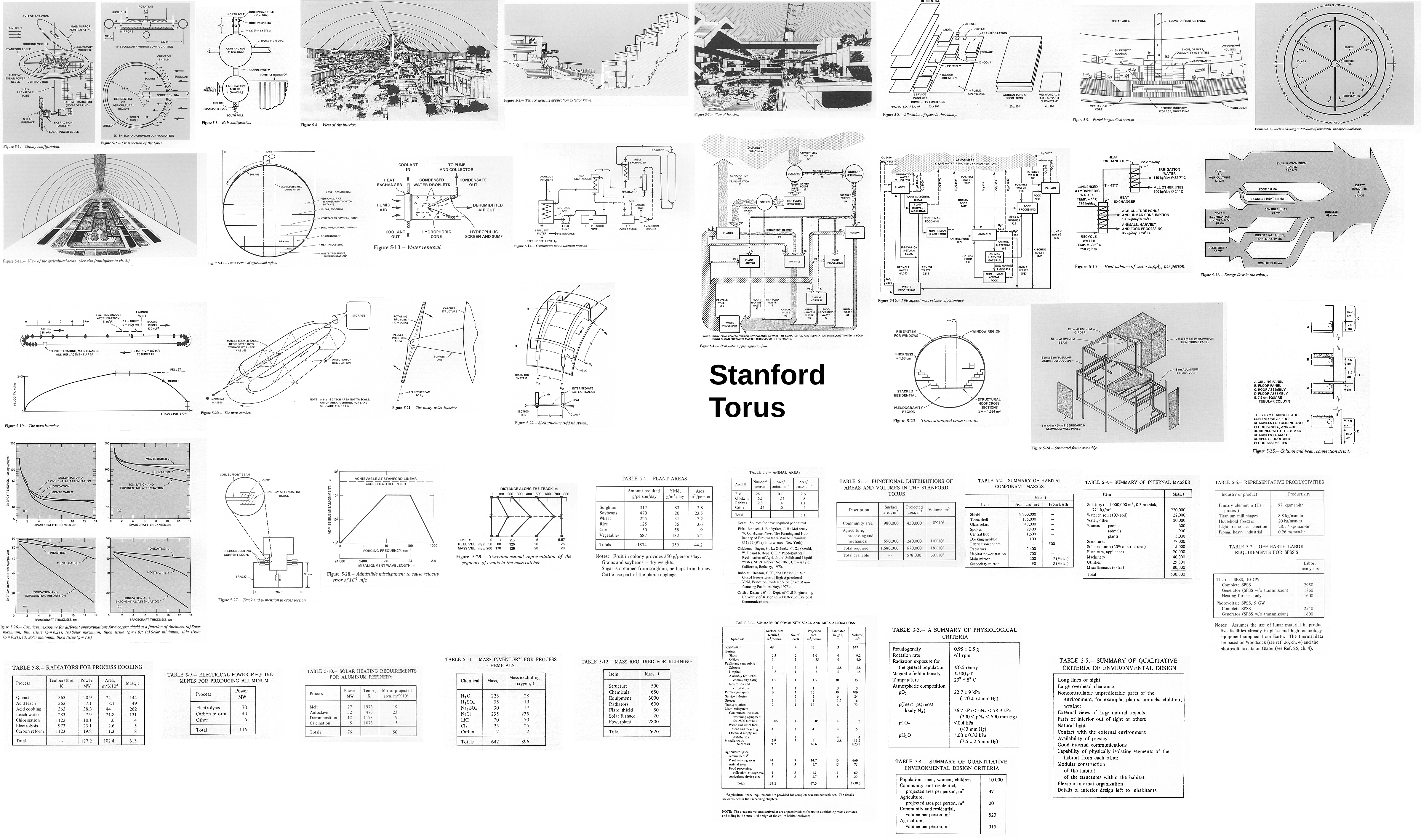
Collage de figuras y tablas del hábitat espacial Toro de Stanford, procedentes del libro «Space Settlements: A Design Study». Charles Holbrow y Richard D. Johnson, NASA, 1977.

- Tubo habitable (el toroide propiamente dicho), con un diámetro de 130 metros. 2/3 de su superficie están formados por placas de aluminio, y el 1/3 restante está compuesto por ventanas de cristal montadas sobre varillas de aluminio, para permitir que la luz solar penetre en el interior del toroide.
- Espejo principal, no giratorio, que dirige la luz solar hacia la esfera central.
- Esfera central, con un diámetro de 130 metros. Espejos secundarios rodean la esfera central y dirigen la luz solar hacia el tubo habitable.
- Esfera de fabricación (no giratoria), conectada al polo sur de la esfera central, con un diámetro de 100 metros. También está conectada a una caldera solar y al radiador del hábitat.
- Módulo de acoplamiento (no giratorio), conectado al polo norte de la esfera central, con un diámetro de 15 metros y una longitud de 60 metros.
- Radios: 6 radios de 15 metros de diámetro cada uno, que conectan la esfera central con el tubo habitable. Incluyen ascensores, cables de alimentación y conductos de intercambio de calor entre el toroide y la esfera central.[11]

### Distribución de la superficie y el volumen
La circunferencia del toroide propiamente dicho (unos 5.600 metros en total) se dividiría en 6 secciones de igual longitud. 3 de las secciones se destinarían a la agricultura, y las 3 restantes, a usos residenciales. Las secciones agrícolas y residenciales se alternarían. Una llanura central recorrería toda la longitud del toroide. Para ganar espacio, las estructuras se escalonarían sobre las paredes curvas del toroide, mientras que muchas instalaciones comerciales (tales como grandes tiendas, industria ligera o instalaciones mecánicas) quedarían por debajo del nivel de la llanura central. Según las figuras incluidas en el estudio, el suelo de la llanura se encontraría aproximadamente a 1/4 del diámetro del tubo sobre el fondo del toroide, y cada uno de los radios se conectaría al toroide en el centro de una de las 6 secciones.

#### Usos no agrícolas
| Uso                                                           | Superficie utilizada (m2) | Número de niveles | Área total disponible (m2) | Altura por nivel (m) | Volumen (m3) | Notas |
| ------------------------------------------------------------- | ------------------------- | ----------------- | -------------------------- | -------------------- | ------------ | --- |
| Residencial                                                   | 120.000                   | 4                 | 490.000                    | 3                    | 1.470.000    | Incluyendo viviendas, espacio exterior privado y zona de acceso peatonal. Las viviendas son modulares, lo que permite viviendas agrupadas de uno o dos niveles, así como grupos de edificios de apartamentos de 4 o 5 plantas, y viviendas construidas en terraza, aprovechando los bordes de la llanura central que recorre el toroide |
| Tiendas                                                       | 10.000                    | 2                 | 23.000                     | 4                    | 92.000       | Los autores del estudio calcularon las necesidades de espacio a partir de recomendaciones que estiman 10 tiendas por cada 1.000 habitantes |
| Oficinas                                                      | 3.300                     | 3                 | 10.000                     | 4                    | 40.000       | |
| Escuelas                                                      | 3.000                     | 3                 | 10.000                     | 3,8                  | 38.000       | Con centro multimedia comunitario. Los autores del estudio calcularon las necesidades de espacio para una población estudiantil del 10% de la población total |
| Hospital                                                      | 3.000                     | 1                 | 3.000                      | 5                    | 15.000       | Hospital de 50 camas con todas las instalaciones necesarias |
| Lugares de reunión (iglesias, salones comunitarios, teatros)  | 15.000                    | 1                 | 15.000                     | 10                   | 150.000      | |
| Ocio y entretenimiento                                        | 10.000                    | 1                 | 10.000                     | 3                    | 30.000       | Todas las formas de entretenimiento comerciales, incluyendo las actividades en interiores y los restaurantes |
| Espacios públicos abiertos                                    | 100.000                   | 1                 | 100.000                    | 50                   | 5.000.000    | Parques, zoológico, actividades recreativas al aire libre (natación, golf, áreas de juegos) |
| Industria ligera                                              | 20.000                    | 2                 | 40.000                     | 6                    | 240.000      | Industria ligera de bienes personales, muebles, artesanía, etc. |
| Almacenamiento                                                | 10.000                    | 4                 | 50.000                     | 3,2                  | 160.000      | Venta al por mayor y almacenamiento |
| Transporte                                                    | 120.000                   | 1                 | 120.000                    | 6                    | 720.000      | 15 metros de ancho habitual en las calles. Carretera de circunvalación alrededor del toroide, al borde de la llanura central. Sistema de transporte colectivo compuesto por una acera móvil, un monorraíl y un minibús |
| Equipos de conmutación de comunicaciones (para 2800 familias) | 500                       | 1                 | 500                        | 4                    | 2.000        | Distribución de comunicaciones y telefonía |
| Tratamiento y reciclado de residuos y agua                    | 40.000                    | 1                 | 40.000                     | 4                    | 160.000      | Incluyendo el suministro, retorno y reciclado de agua, y el tratamiento de aguas residuales |
| Suministro y distribución eléctrica                           | 1.000                     | 1                 | 1.000                      | 4                    | 4.000        | Incluidas las subestaciones de transformación |
| Varios                                                        | 10.000                    | 2                 | 29.000                     | 3,8                  | 112.000      | |
| Total                                                         | 466.000                   | -                 | 942.000                    | -                    | 8.233.000    | |

#### Usos agrícolas
| Uso                                                    | Superficie utilizada (m2) | Número de niveles | Área total disponible (m2) | Altura por nivel (m) | Volumen (m3) | Notas |
| ------------------------------------------------------ | ------------------------- | ----------------- | -------------------------- | -------------------- | ------------ | --- |
| Zonas de cultivo                                       | 147.000                   | 3                 | 440.000                    | 15                   | 6.600.000    | Lista de cultivos: - 38.000 m2 de sorgo (producción de 83 g/m2/día). - 235.000 m2 de soja (producción de 20 g/m2/día). - 72.000 m2 de trigo (producción de 31 g/m2/día). - 36.000 m2 de arroz (producción de 35 g/m2/día). - 9.000 m2 de maíz (producción de 58 g/m2/día). - 52.000 m2 de verduras y hortalizas (producción de 132 g/m2/día). Parte de la producción se destina a la alimentación del ganado. Para obtener azúcar, se utiliza el sorgo. Se cultivan árboles frutales en parques y zonas residenciales, que proporcionan 250 g de fruta por persona y día, y sirven al mismo tiempo para fines ornamentales. |
| Zonas para ganadería                                   | 17.000                    | 3                 | 50.000                     | 15                   | 750.000      | Cabaña de animales estable: - 260.000 peces (0,1 m2 ocupados por cada uno). - 62.000 pollos (0,13 m2 ocupados por cada uno). - 28.000 conejos (0,4 m2 ocupados por cada uno). - 1.500 bovinos (4 m2 ocupados por cada uno). Se permite flexibilidad para que otros animales sustituyan parte de estas cifras (por ejemplo, los cerdos tendrían unos requisitos de superficie intermedios entre los de los conejos y los bovinos). |
| Procesado, recogida, almacenamiento, etc. de alimentos | 13.000                    | 3                 | 40.000                     | 15                   | 600.000      | |
| Zona de secado agrícola                                | 27.000                    | 3                 | 80.000                     | 15                   | 1.200.000    | |

#### Totales
| Superficie utilizada (m2) | Área total disponible (m2) | Volumen (m3) | Notas |
| ------------------------- | -------------------------- | ------------ | --- |
| 670.000                   | 1.552.000                  | 17.383.000   | Sólo una parte de los 678.000 m2 de superficie total y los 69.000.000 m3 de volumen total del toroide son utilizados |

## Construcción
Con un peso de 10 millones de toneladas, se previó su construcción usando materiales en bruto extraídos desde la Luna y enviados al espacio usando una catapulta electromagnética, y recuperando los contenedores en el  punto L2 usando un capturador de masa, para luego transportarlos al  punto L5 donde ellos podrían ser procesados en una instalación industrial y comenzar la construcción del toro, solo los materiales que no pudieran ser obtenidos en la Luna serían importados desde la Tierra. También la minería de asteroides podría ser otra opción.

## Proyecto de nave generacional
En el artículo científico de 2012 World Ships - Architectures & Feasibility Revisited, se propuso una nave generacional (en inglés también llamada "world ship", cuya traducción literal sería "nave mundo") basada en el toro de Stanford. El toro de Stanford fue seleccionado frente a los diseños de hábitats espaciales de O'Neill debido a su nivel de detalle, que abarca en profundidad aspectos como los sistemas de soporte vital y el grosor de las paredes.
La nave consistiría en cuatro toros de Stanford apilados, cada uno con una población de 25.000 habitantes (mayor que la población de 10.000 habitantes del toro de Stanford original, pero manteniendo el diseño general y las dimensiones originales, y casi la misma masa, que aumentaría sólo un 10% hasta los 11 millones de toneladas), para una población total de 100.000 habitantes, que es el tamaño mínimo de población que el artículo considera para una nave generacional.
Como sistema de propulsión, se eligió el diseñado en el Proyecto Daedalus, que se utilizaría en combinación con el toro de Stanford, estando unido al centro del toroide. Daedalus proporcionaría otras características adicionales, tales como la generación de energía y un escudo antipolvo para proteger el toro de Stanford de los impactos de polvo interestelar.

## Galería

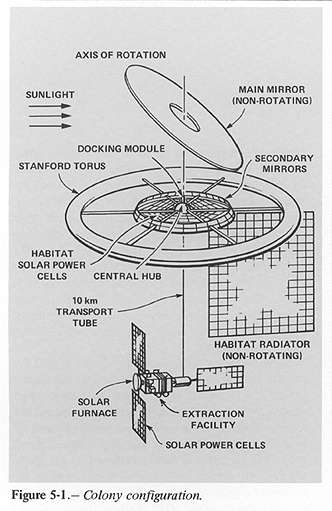
Configuración del toro de Stanford.
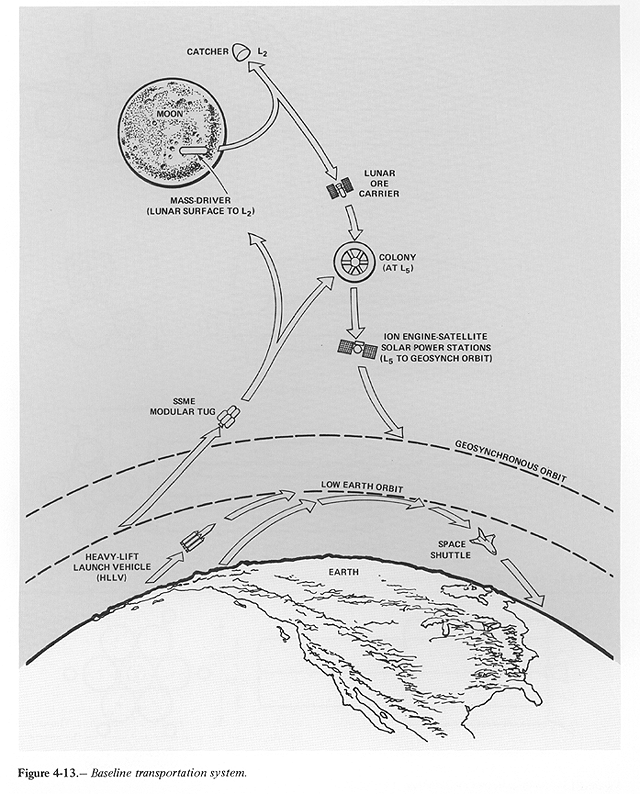
Sistema de transporte para la construcción del toro (1975).
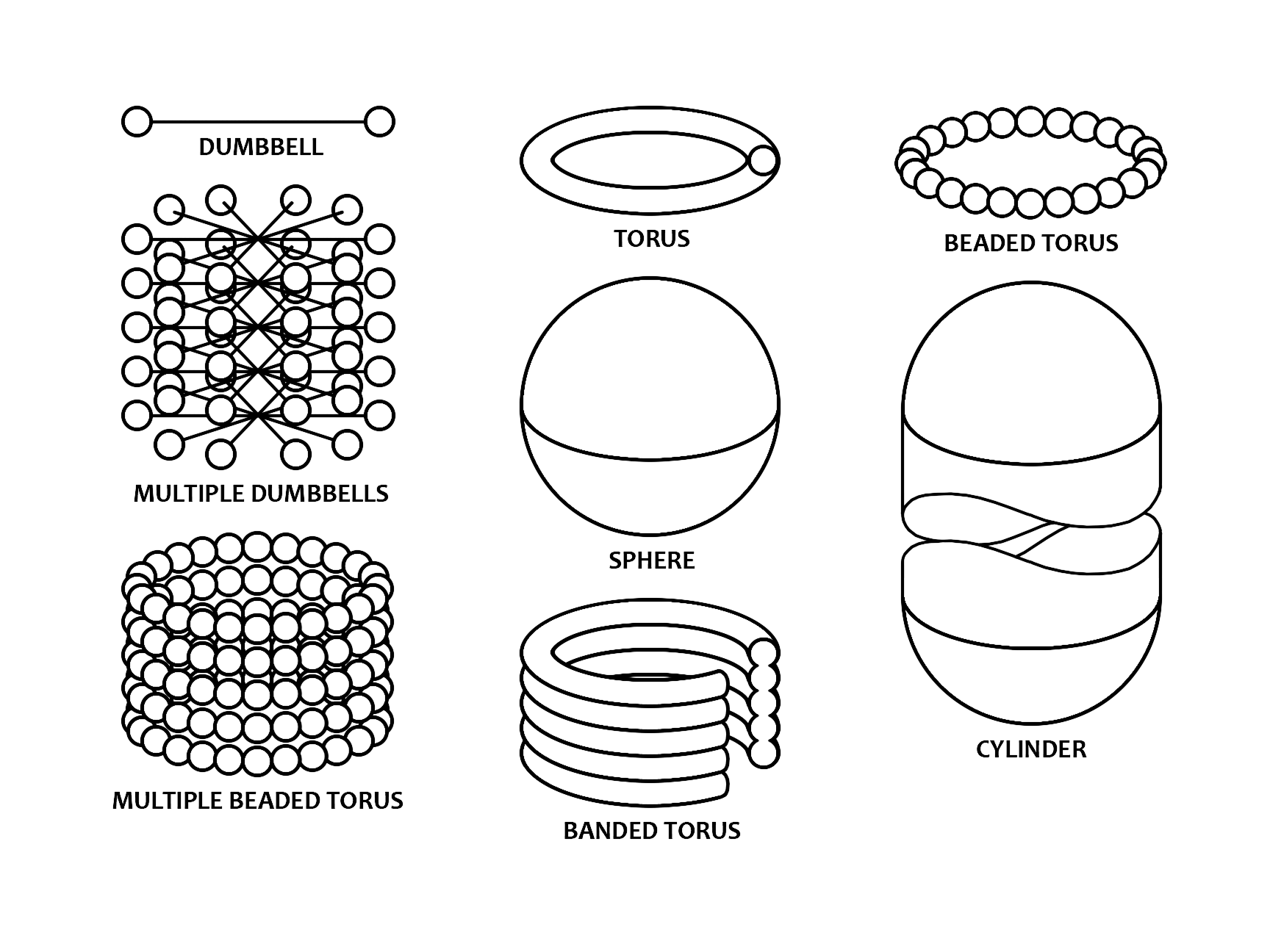
Un toro expandiéndose a partir de bolas interconectadas o mancuernas.
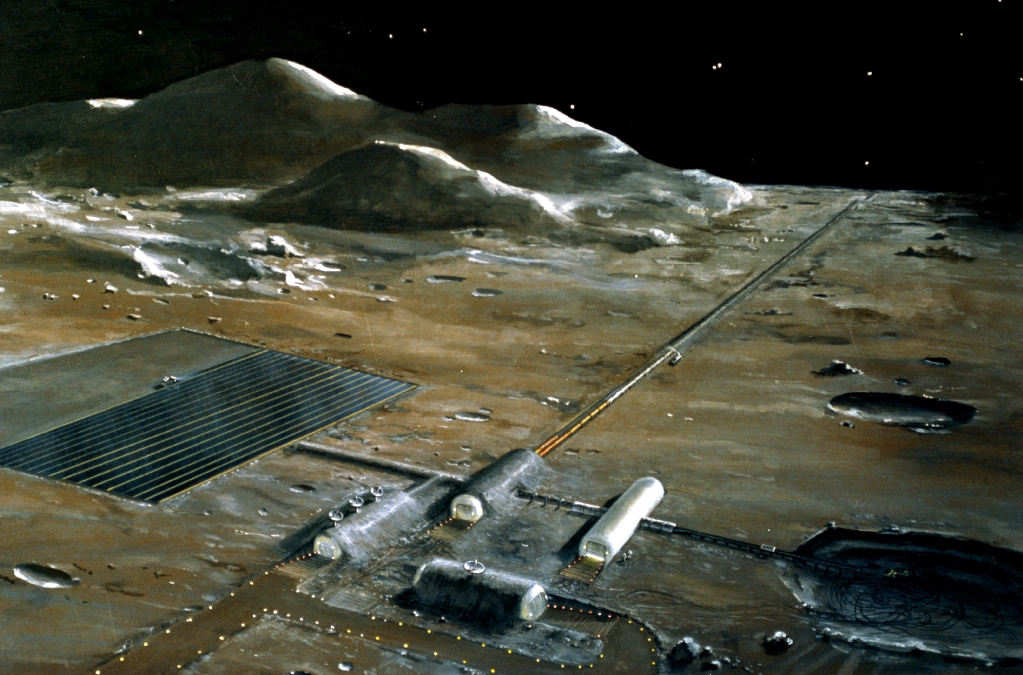
Un concepto de una base lunar de la NASA con catapulta electromagnética (la estructura larga que se extiende hacia el horizonte).
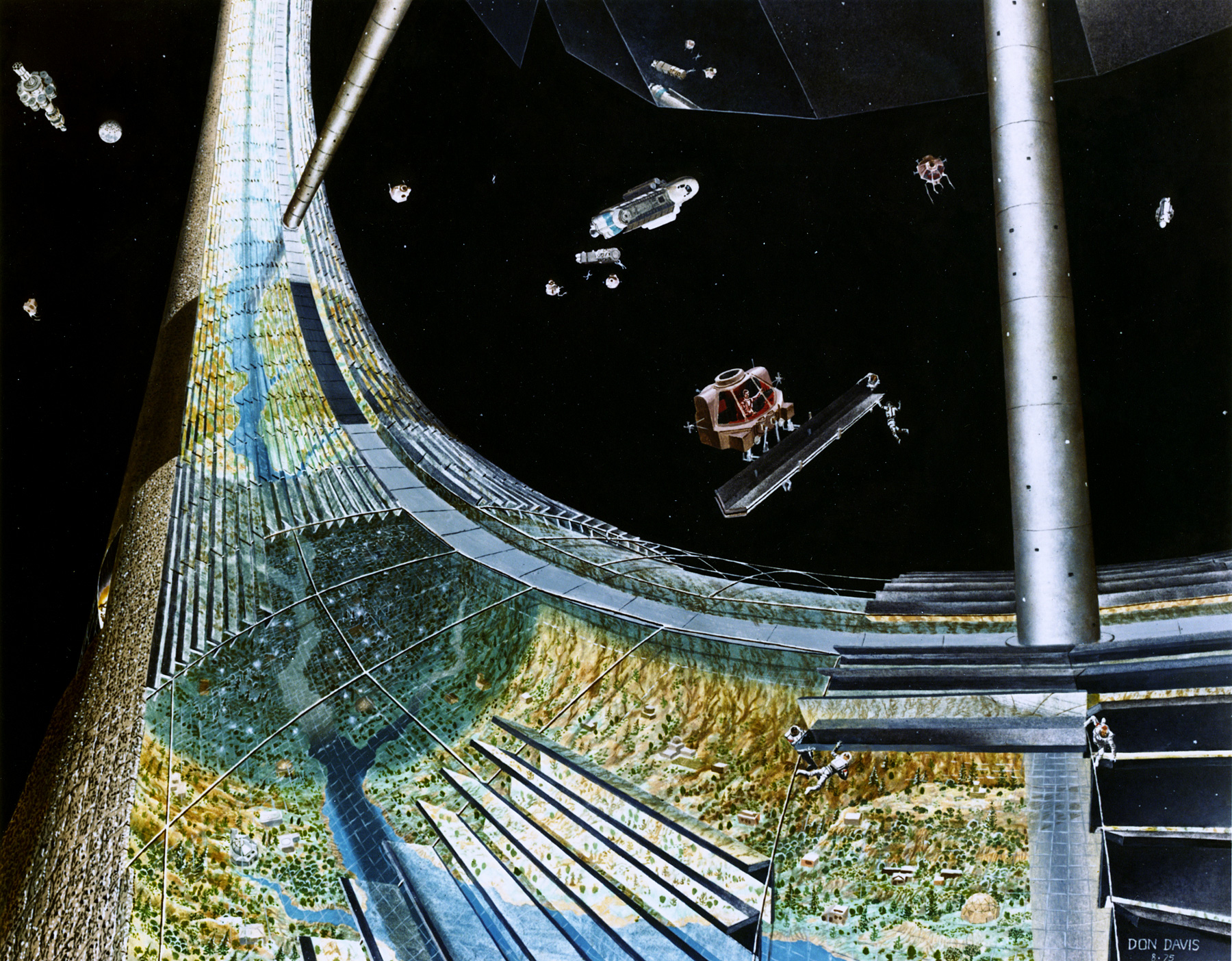
Vista externa de un toro de Stanford con las "persianas" de los espejos del escudo protector contra la radiación retiradas para mostrar el interior de este.
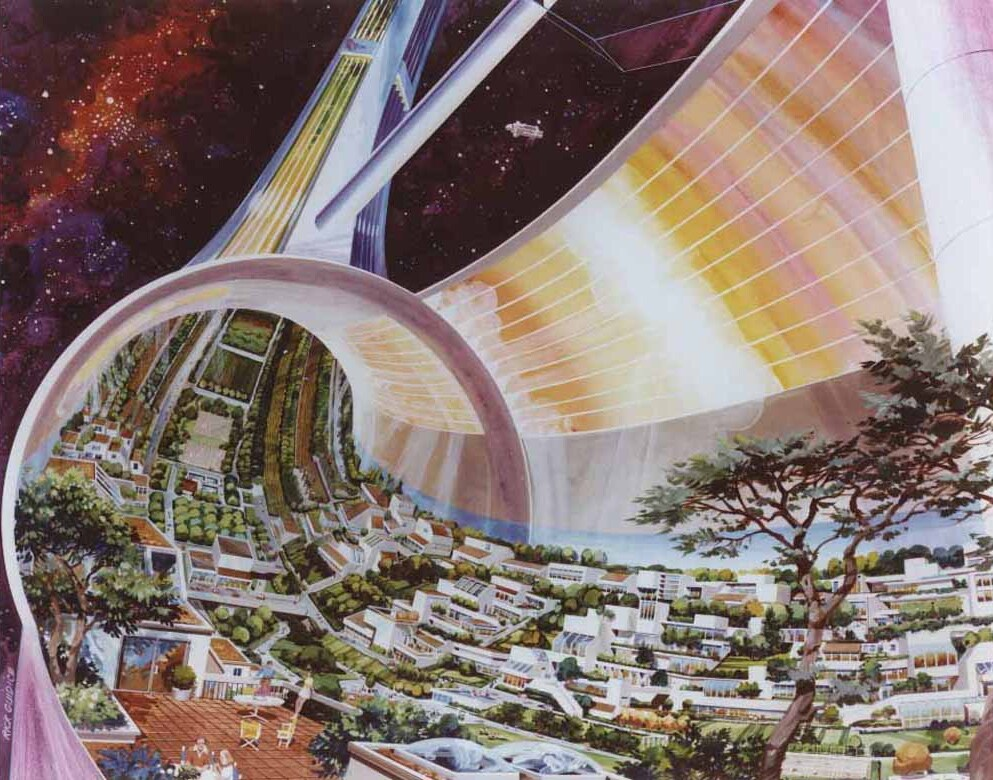
Corte de un toro de Stanford.

## En la ficción
La Trilogía de Gaea de John Varley trata acerca de un toro de Stanford en órbita alrededor de Saturno. Existen muchas otras menciones de hábitats en forma de rueda en la ciencia ficción, tal como la tetralogía Mundo Anillo de Larry Niven o la Estación Espacial V que orbita a la Tierra, ideada por Arthur C. Clarke y Stanley Kubrick, y mostrada en la película de 1968 dirigida por Kubrick 2001: A Space Odyssey. La saga de videojuegos de disparos titulada Halo, trata sobre una serie de toros de Stanford en órbita por toda la galaxia, siendo construidos por los Forerunners.
En la película Elysium de 2013, escrita y dirigida por Neill Blomkamp, parte de la trama se desarrolla en una estación orbital en forma de un toro de Stanford habitado por la élite adinerada como forma de escapar de una Tierra distópica, superpoblada y empobrecida. También en la película Interstellar de 2014, aparece un hábitat espacial similar al toro de Stanford, en el que la población humana se marchó de un planeta Tierra que estaba altamente contaminado.
También se pueden apreciar algunos toros de Stanford que rodean la Base Estelar «Yorktown» en la película Star Trek Beyond, donde tienen lugar parte de los acontecimientos de la película.